# Klasztor sercanów w Stopnicy
Klasztor oo. sercanów w Stopnicy (do 1979 r. oo. franciszkanów) – zespół klasztorny ufundowany przez Krzysztofa i Annę Ossolińskich, wybudowany w 1639 roku.

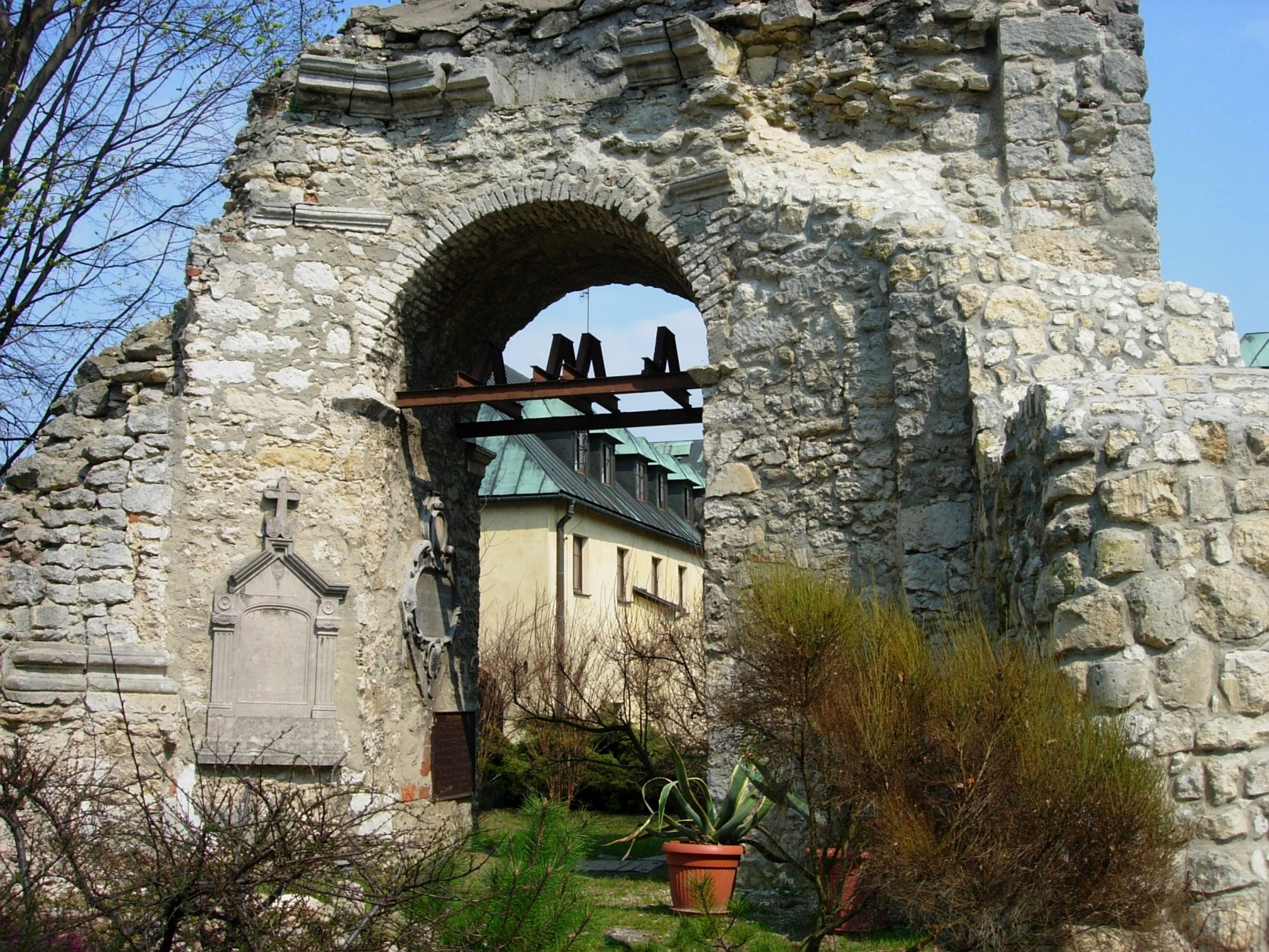
Zespół klasztorny, pozostałości zniszczonego kościoła

W 1672 w jego murach pochowano matkę Jana Chryzostoma Paska. Również sam Pasek prawdopodobnie spoczął tu w 1701 roku. Jako jeden z nielicznych klasztor nie uległ kasacji w czasie zaborów. 7 listopada 1944 przygotowujący się do odparcia ofensywy radzieckiej Niemcy wysadzili kościół klasztorny w powietrze. Zabudowania klasztorne zostały odbudowane w latach powojennych. W wyniku braku zgody ówczesnych władz nie odbudowano dawnego kościoła pw. św. św. Marii Magdaleny i św. Franciszka. Zachowały się z niego wyłącznie fragmenty murów przejścia z nawy do kaplicy św. Anny, pozostałości piwnic, w których w czasie wojny ukrywała się miejscowa ludność i resztki fasady. Do niedawna ruiny te służyły klasztorowi jako dzwonnica,straciły swą funkcję po wybudowaniu nowej dzwonnicy obok bramy klasztornej. Z wnętrza kościoła ocalał obraz przedstawiający św. Antoniego z Dzieciątkiem Jezus oraz głowa Chrystusa z Krzyża wiszącego w ołtarzu głównym kościoła. Współczesny kościół powstał po przebudowaniu jednego ze skrzydeł klasztornych. Do wnętrza zespołu prowadzi barokowa brama. Na murze dziedzińca umieszczono epitafia pochodzące ze zniszczonego kościoła. Od 15 września 1983 roku klasztor pełni funkcję nowicjatu księży sercanów.

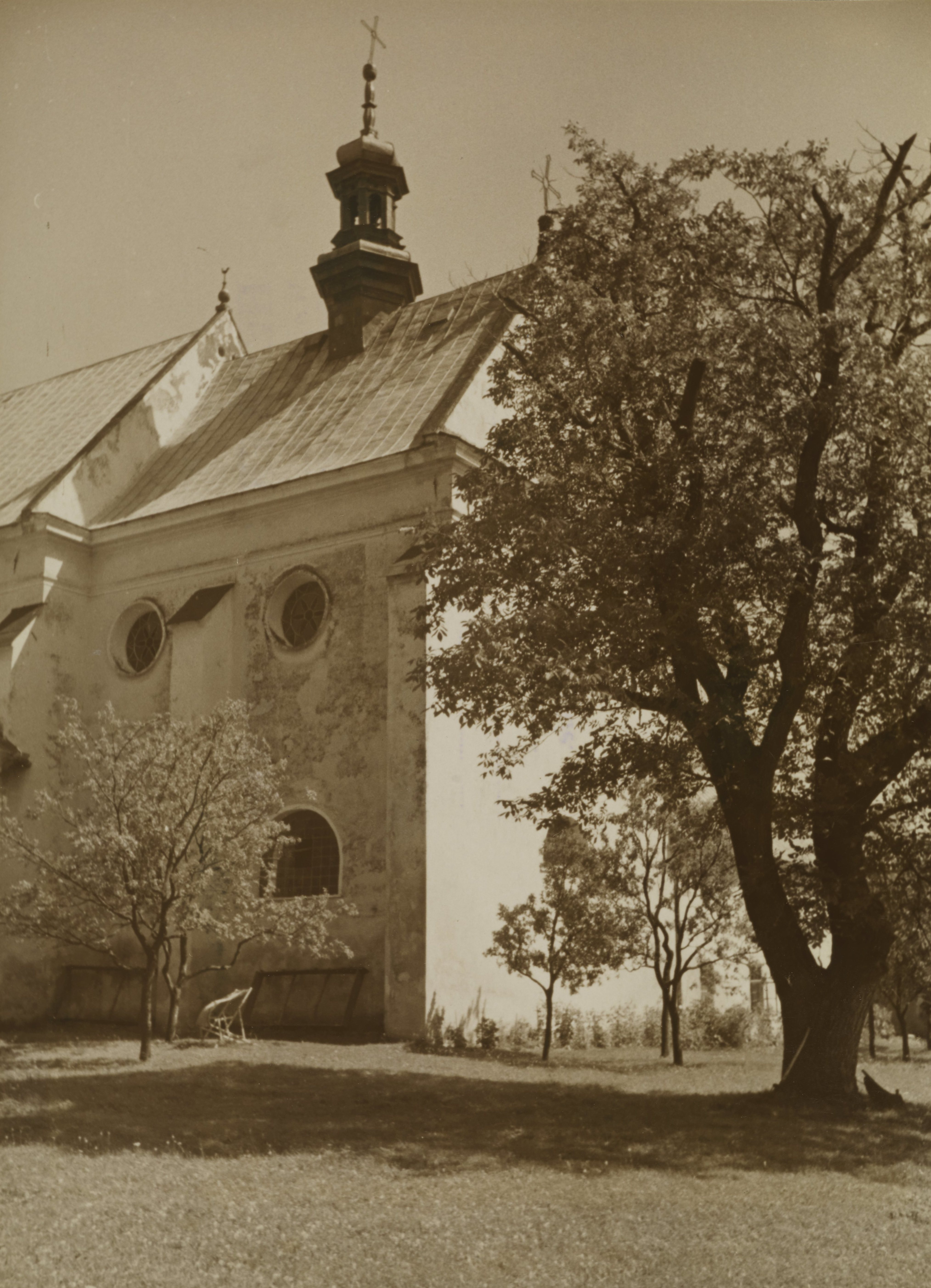
Kościół (ok. 1936)
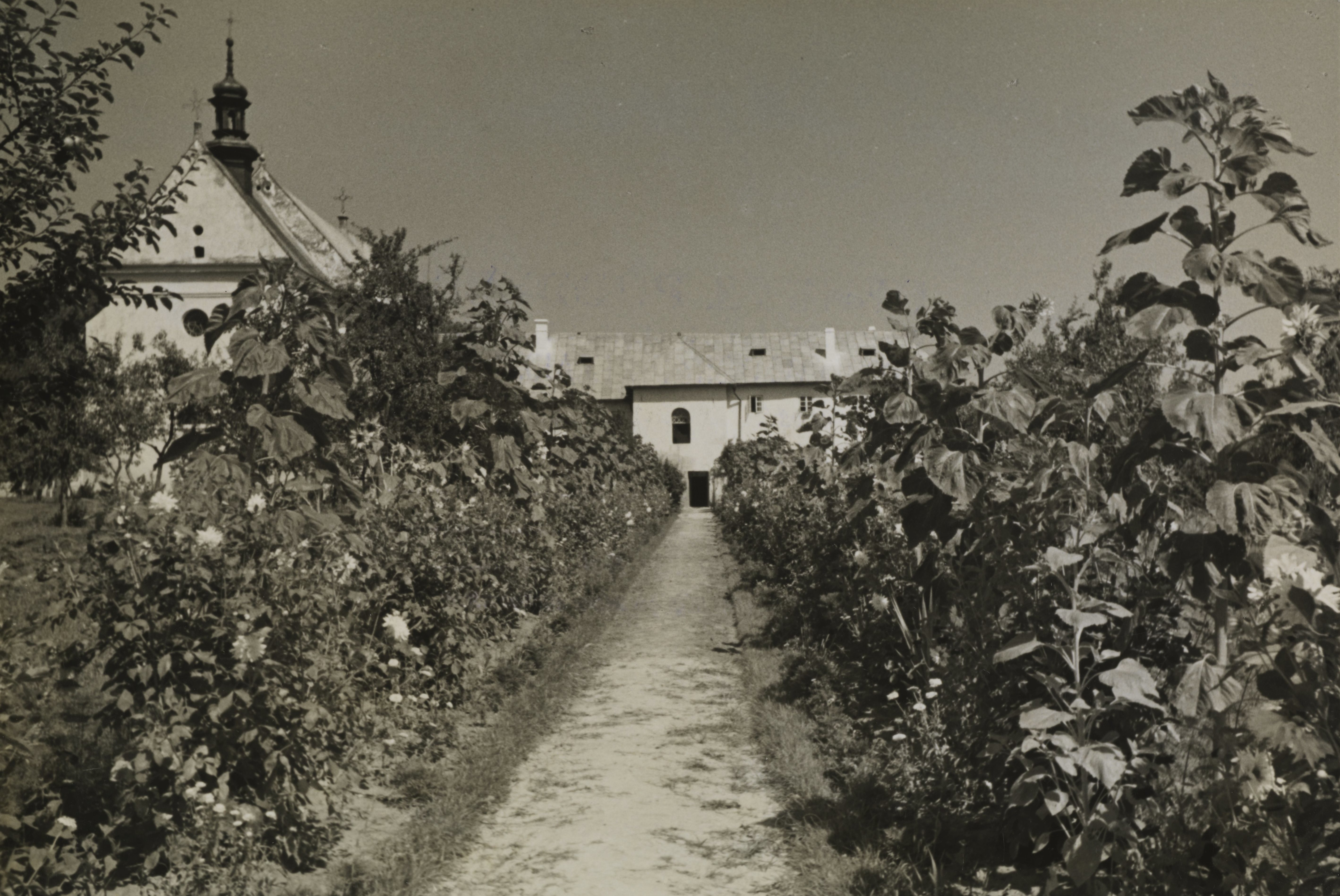
Kościół i klasztor (ok. 1936)
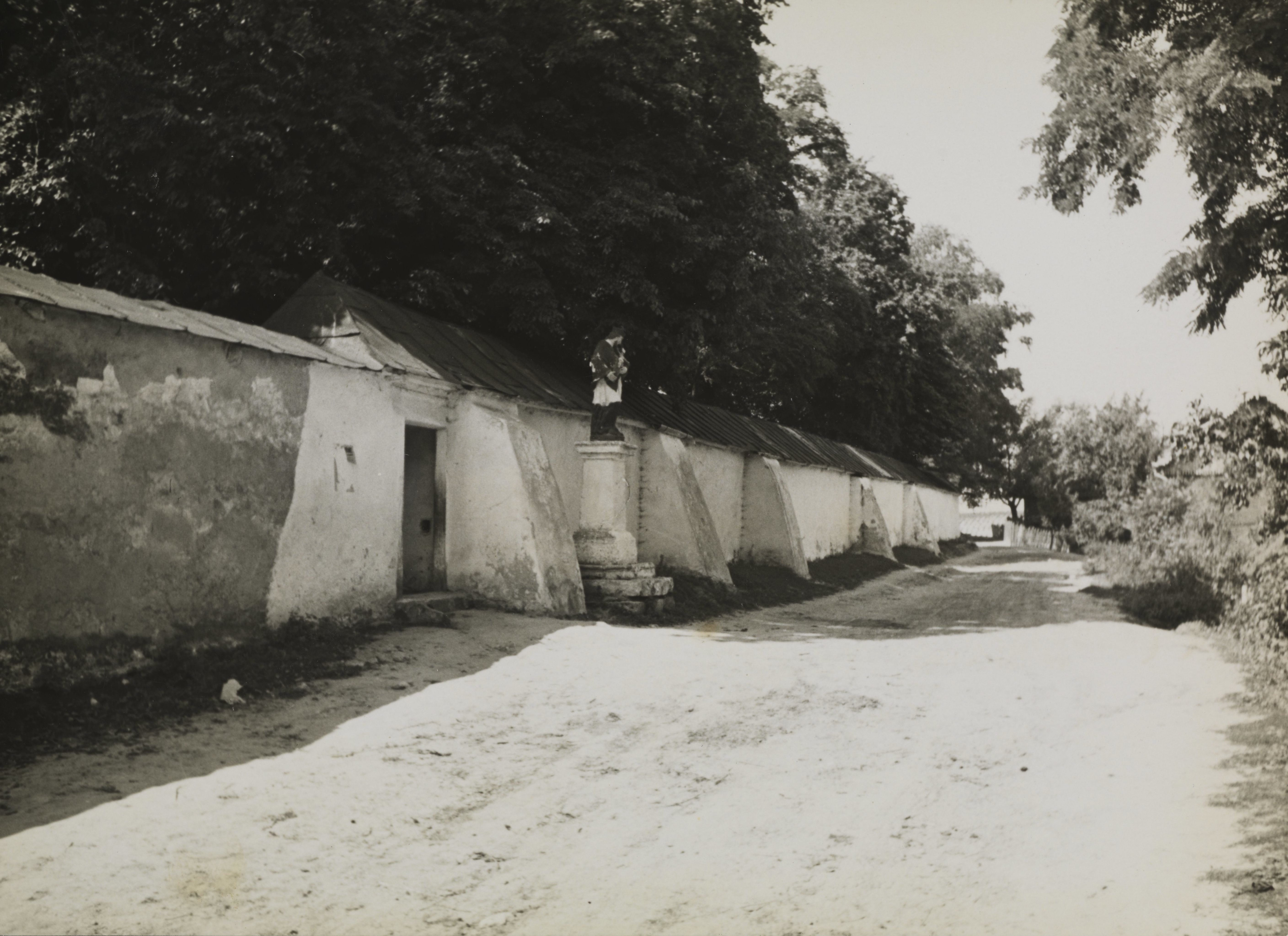
Mur przy klasztorze
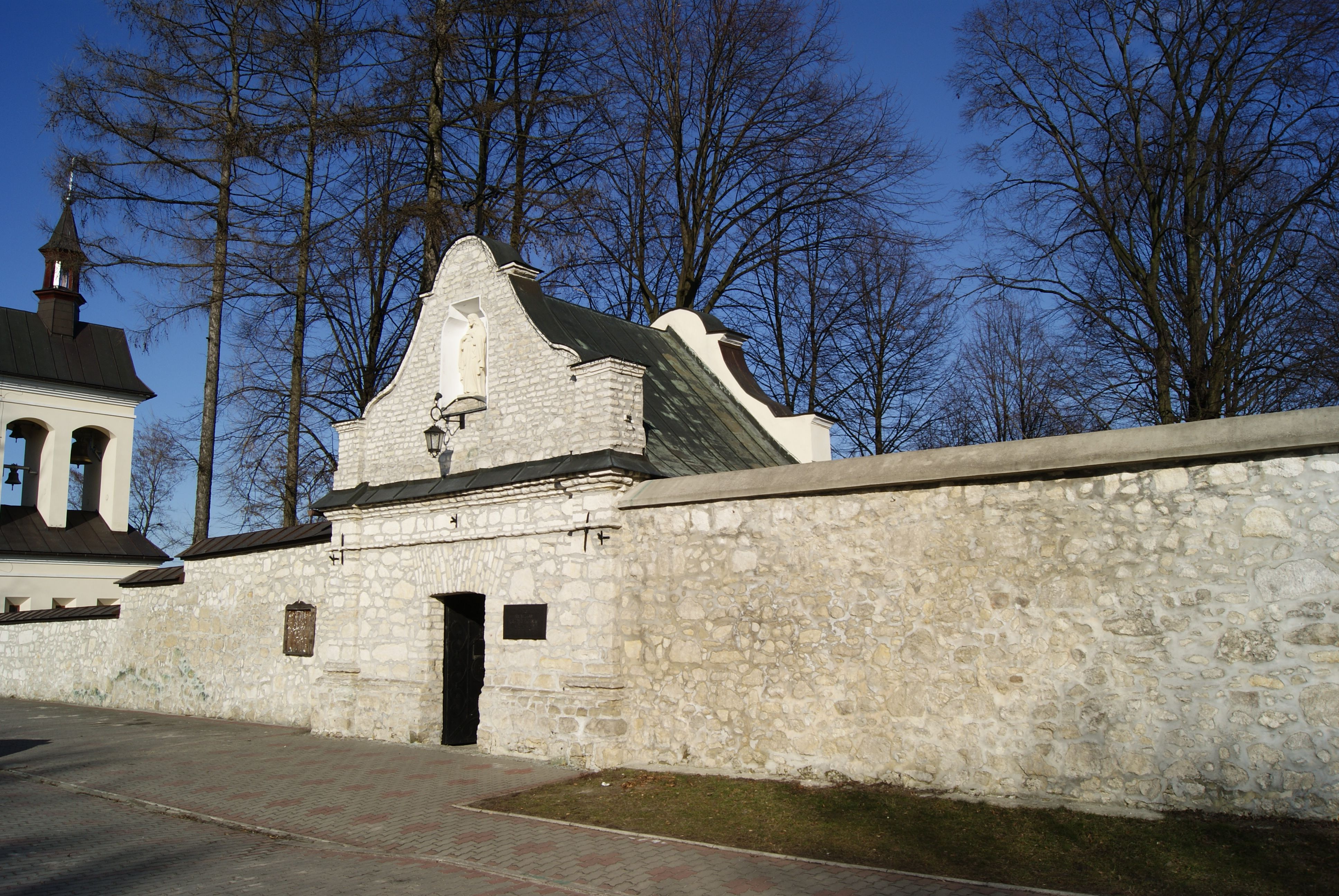
Furta klasztorna

## Małopolska Droga św. Jakuba
Kościół znajduje się na odnowionej trasie Małopolskiej Drogi św. Jakuba z Sandomierza do Tyńca, która to jest odzwierciedleniem dawnej średniowiecznej drogi do Santiago de Compostela i związana jest z pielgrzymowaniem do grobu św. Jakuba.